# Последње наздравље
Последње наздравље је телевизијски филм загребачког редитеља Едуарда Галића, снимљен 1976. године.

## Кратак садржај
Ово је прича о старцу који се бори против физичке и духовне малаксалости која га све више савладава. Као дете је био нејак, али када га је отац крстио добио је „духовну” снагу, која је испоставиће се била само маска за зло које се скривало у њему. Како га је старост савладавала и његова права природа је излазила на видело.

## Улоге
| Глумац             | Улога               |
| ------------------ | ------------------- |
| Љуба Тадић         | Алекса              |
| Михајло Викторовић | Мајор               |
| Блаженка Каталинић | Вера                |
| Столе Аранђеловић  | Кафеџија            |
| Мирослав Алексић   | Конобар             |
| Војислав Мићовић   | Господин Раја       |
| Предраг Милинковић | Гробар              |
| Милка Газикаловић  | Алексина снаја      |
| Богдан Јакуш       | Дрвосеча            |
| Ђорђе Јовановић    | Старији Алексин син |
| Љубиша Лазаревић ] | Млађи Алексин син   |
| Гизела Вуковић     | Жена у цркви        |
| Слободан Матић     | Берберин            |
| Матилда Шпилар     | Рајина жена         |